# Norfolk State Spartans
Norfolk State Spartans (español: los Espartanos de la Estatal de Norfolk) es el nombre de los equipos deportivos de la Universidad Estatal de Norfolk, situada en Norfolk (Virginia). Los equipos de los Spartans participan en las competiciones universitarias organizadas por la NCAA, y forman parte de la Mid-Eastern Athletic Conference.

## Programa deportivo
Los Spartans compiten en 6 deportes masculinos y en 7 femeninos:
| - Masculino - Baloncesto - Béisbol - Fútbol Americano - Atletismo - Tenis - Cross | - Femenino - Cross - Baloncesto - Bowling - Softball - Voleibol - Atletismo - Tenis |

### Baloncesto
Varios Spartans han llegado a jugar en la NBA, destacando a Bob Dandridge (1969) y más recientemente a Kyle O'Quinn (2012).
Estos son los números retirados por la universidad de Norfolk State, en su pabellón, el Joseph G. Echols Memorial Hall, y que no pueden ser usados por ningún otro jugador de la universidad.
| Número | Jugador       | Años      |
| ------ | ------------- | --------- |
| 10     | Kyle O'Quinn  | 2008–2012 |
| 12     | Bob Dandridge | 1965–1969 |
| 34     | David Pope    | 1980–1984 |

## Instalaciones deportivas
- Joseph G. Echols Memorial Hall es el pabellón donde disputan sus partidos los equipos de baloncesto. Fue inaugurado en 1982 y tiene una capacidad para 4.500 espectadores.[2]
- Dick Price Stadium, es el estadio donde disputan sus encuentros el equipo de fútbol americano. Inaugurado en 1997, tiene una capacidad para 30.000 espectadores.[3]
- Marty L. Miller Field, es el estadio donde disputan sus encuentros el equipo de béisbol. Inaugurado en 1997, tiene una capacidad para 1.500 espectadores.[4]